# Schlierberg (Creuzburg)
Der Berg Schlierberg hat eine Gipfelhöhe von 362,6 m ü. NN und zählt zum Naturpark Eichsfeld-Hainich-Werratal. Er befindet sich am östlichen Rand des Werratals um Creuzburg im Wartburgkreis in Thüringen.
Der bis auf den Nordrand vollständig bewaldete und forstwirtschaftlich genutzte Berg gehört zum „Creuzburger Stadtwald“. An seiner Südostseite entspringt der Molkengraben, ein Zufluss der Madel. An der Nordseite befinden sich mehrere aufgelassene Sandsteinbrüche.